# هيو جون فليمنيغ
هيو جون فليمنيغ هو سياسي كندي، ولد في 5 يناير 1899 في نيو برونزويك في كندا، وتوفي في 16 أكتوبر 1982 في فريدريكتون في كندا. نشط حزبياً في الحزب التقدمي المحافظ في نيو برونزويك ‏ والحزب الكندي التقدمي المحافظ.

## مناصب
- انتخب عضو مجلس العموم الكندي عن دائرة Fundy Royal [الإنجليزية]‏ (31 أكتوبر 1960 – 18 يونيو 1962).
- انتخب عضو مجلس العموم الكندي عن دائرة Victoria—Carleton [الإنجليزية]‏ (18 يونيو 1962 – 25 يونيو 1968).
- انتخب عضو الجمعية التشريعية لنيو برونزويك ‏ (28 أغسطس 1944 – 31 أكتوبر 1960).
- انتخب عضو مجلس العموم الكندي عن دائرة Carleton—Charlotte [الإنجليزية]‏ (25 يونيو 1968 – 30 أكتوبر 1972).
- انتخب Premier of New Brunswick [الإنجليزية]‏ (8 أكتوبر 1952 – 11 يوليو 1960).